# Gran Premio de Macao de 2010
La edición del 2010 es la 57º edición del Gran Premio de Macao celebrada los días 18, 19, 20 y 21 de noviembre del mismo año. Se disputan carreras de Fórmula 3, WTCC, Fórmula BMW Pacífico, Motociclismo, Copa GT, CTM Touring Car, Carrera Interport y Road Sport Challenge.

## Resultados

### Fórmula 3

#### Pilotos participantes
| Signature                  | 1  | Edoardo Mortara        | Volkswagen   | Fórmula 3 Euroseries |
| Signature                  | 2  | Marco Wittmann         | Volkswagen   | Fórmula 3 Euroseries |
| Signature                  | 3  | Laurens Vanthoor       | Volkswagen   | Fórmula 3 Euroseries |
| Signature                  | 4  | Daniel Abt             | Volkswagen   | Fórmula 3 Alemana    |
| Carlin                     | 5  | Jean-Éric Vergne       | Volkswagen   | Fórmula 3 Británica  |
| Carlin                     | 6  | James Calado           | Volkswagen   | Fórmula 3 Británica  |
| Carlin                     | 7  | Jazeman Jaafar         | Volkswagen   | Fórmula 3 Británica  |
| Carlin                     | 8  | António Félix da Costa | Volkswagen   | Fórmula 3 Euroseries |
| TOM'S                      | 9  | Yuji Kunimoto          | Toyota-TOM'S | Fórmula 3 Japonesa   |
| TOM'S                      | 10 | Rafael Suzuki          | Toyota-TOM'S | Fórmula 3 Japonesa   |
| Räikkönen Robertson Racing | 11 | Alexander Sims         | Mercedes HWA | Fórmula 3 Euroseries |
| Räikkönen Robertson Racing | 12 | Felipe Nasr            | Mercedes HWA | Fórmula 3 Británica  |
| Räikkönen Robertson Racing | 13 | Michael Ho             | Mercedes HWA | European F3 Open     |
| Räikkönen Robertson Racing | 14 | Rio Haryanto           | Mercedes HWA | GP3 Series           |
| Prema Powerteam            | 15 | Daniel Juncadella      | Mercedes HWA | Fórmula 3 Euroseries |
| Prema Powerteam            | 16 | Roberto Merhi          | Mercedes HWA | Fórmula 3 Euroseries |
| Prema Powerteam            | 28 | Valtteri Bottas        | Mercedes HWA | Fórmula 3 Euroseries |
| Fortec Motorsport          | 17 | Oliver Webb            | Mercedes HWA | Fórmula 3 Británica  |
| Fortec Motorsport          | 18 | William Buller         | Mercedes HWA | Fórmula 3 Británica  |
| Fortec Motorsport          | 19 | Lucas Foresti          | Mercedes HWA | Fórmula 3 Británica  |
| Toda Racing/KCMG           | 20 | Alexandre Imperatori   | Honda-Toda   | Fórmula 3 Japonesa   |
| ThreeBond Racing           | 21 | Yuhi Sekiguchi         | Nissan       | Fórmula 3 Japonesa   |
| Hanashima Racing           | 22 | Hideki Yamauchi        | Toyota       | Fórmula 3 Japonesa   |
| Hitech Racing              | 23 | Carlos Huertas         | Volkswagen   | Fórmula 3 Británica  |
| Hitech Racing              | 24 | Carlos Muñoz           | Volkswagen   | Fórmula 3 Euroseries |
| Motopark Academy           | 26 | Renger van der Zande   | Volkswagen   | GP3 Series           |
| Motopark Academy           | 27 | Kimiya Sato            | Volkswagen   | Fórmula 3 Japonesa   |
| Sino Vision Racing         | 29 | Adderly Fong           | Mercedes HWA | Fórmula 3 Británica  |
| CF Racing/Manor Motorsport | 30 | Hywel Lloyd            | Mercedes HWA | Fórmula 3 Británica  |
| Performance Racing         | 32 | Felix Rosenqvist       | Volkswagen   | Fórmula 3 Alemana    |

#### Resultados F3
Clasificación
| Pos                                                                                         | N.º | Piloto                 | Escudería                  | Q1       | Ranking | Q2        | Ranking | Gap     | Parrilla |
| ------------------------------------------------------------------------------------------- | --- | ---------------------- | -------------------------- | -------- | ------- | --------- | ------- | ------- | -------- |
| 1                                                                                           | 1   | Edoardo Mortara        | Signature                  | 2:13.068 | 1       | 2:11.165  | 1       |         | 1        |
| 2                                                                                           | 28  | Valtteri Bottas        | Prema Powerteam            | 2:13.181 | 2       | 2:11.383  | 2       | + 0.218 | 2        |
| 3                                                                                           | 3   | Laurens Vanthoor       | Signature                  | 2:13.925 | 4       | 2:11.594  | 3       | + 0.429 | 3        |
| 4                                                                                           | 4   | Daniel Abt             | Signature                  | 2:14.512 | 10      | 2:11.919  | 4       | + 0.754 | 4        |
| 5                                                                                           | 2   | Marco Wittmann         | Signature                  | 2:13.593 | 3       | 2:11.937  | 5       | + 0.772 | 5        |
| 6                                                                                           | 16  | Roberto Merhi          | Prema Powerteam            | 2:15.505 | 19      | 2:12.063  | 6       | + 0.898 | 6        |
| 7                                                                                           | 23  | Carlos Huertas         | Hitech Racing              | 2:14.043 | 5       | 2:12.543  | 7       | + 1.378 | 12       |
| 8                                                                                           | 32  | Felix Rosenqvist       | Performance Racing         | 2:16.889 | 25      | 2:12.664  | 8       | + 1.499 | 7        |
| 9                                                                                           | 26  | Renger van der Zande   | Motopark Academy           | 2:14.062 | 6       | 2:12.682  | 9       | + 1.517 | 8        |
| 10                                                                                          | 15  | Daniel Juncadella      | Prema Powerteam            | 2:20.892 | 28      | 2:12.861  | 10      | + 1.696 | 9        |
| 11                                                                                          | 5   | Jean-Éric Vergne       | Carlin                     | 2:14.751 | 12      | 2:13.042  | 11      | + 1.877 | 10       |
| 12                                                                                          | 11  | Alexander Sims         | Räikkönen Robertson Racing | 2:15.350 | 18      | 2:13.261  | 12      | + 2.096 | 20       |
| 13                                                                                          | 8   | António Félix da Costa | Carlin                     | 2:15.019 | 14      | 2:13.511  | 13      | + 2.346 | 11       |
| 14                                                                                          | 7   | Jazeman Jaafar         | Carlin                     | 2:16.124 | 20      | 2:13.520  | 14      | + 2.355 | 13       |
| 15                                                                                          | 30  | Hywel Lloyd            | CF Racing/Manor Motorsport | 2:16.695 | 23      | 2:13.536  | 15      | + 2.371 | 14       |
| 16                                                                                          | 12  | Felipe Nasr            | Räikkönen Robertson Racing | 2:14.217 | 7       | 2:13.576  | 16      | + 2.411 | 15       |
| 17                                                                                          | 6   | James Calado           | Carlin                     | 2:14.266 | 8       | 2:13.609  | 17      | + 2.444 | 18       |
| 18                                                                                          | 17  | Oliver Webb            | Fortec Motorsport          | 2:14.666 | 11      | 2:13.651  | 18      | + 2.486 | 19       |
| 19                                                                                          | 20  | Alexandre Imperatori   | Toda Racing/KCMG           | 2:14.315 | 9       | 2:13.752  | 19      | + 2.587 | 16       |
| 20                                                                                          | 24  | Carlos Muñoz           | Hitech Racing              | no time  | 30      | 2:14.660  | 20      | + 3.495 | 21       |
| 21                                                                                          | 10  | Rafael Suzuki          | TOM'S                      | 2:18.459 | 26      | 2:14.733  | 21      | + 3.568 | 17       |
| 22                                                                                          | 19  | Lucas Foresti          | Fortec Motorsport          | 2:16.358 | 22      | 2:14.743  | 22      | + 3.578 | 23       |
| 23                                                                                          | 21  | Yuhi Sekiguchi         | ThreeBond Racing           | 2:15.128 | 15      | 2:14.826  | 23      | + 3.661 | 27       |
| 24                                                                                          | 18  | William Buller         | Fortec Motorsport          | 2:14.855 | 13      | 2:20.368  | 29      | + 3.690 | 28       |
| 25                                                                                          | 14  | Rio Haryanto           | Räikkönen Robertson Racing | 2:16.139 | 21      | 2:14.860  | 24      | + 3.695 | 22       |
| 26                                                                                          | 22  | Hideki Yamauchi        | Hanashima Racing           | 2:15.209 | 16      | 2:18.456  | 27      | + 4.044 | 29       |
| 27                                                                                          | 9   | Yuji Kunimoto          | TOM'S                      | 2:15.338 | 17      | 2:18.473  | 28      | + 4.173 | 24       |
| 28                                                                                          | 27  | Kimiya Sato            | Motopark Academy           | 2:16.884 | 24      | 2:15.671  | 25      | + 4.506 | 25       |
| 29                                                                                          | 13  | Michael Ho             | Räikkönen Robertson Racing | 2:22.672 | 29      | 2:16.314  | 26      | + 5.149 | 26       |
| 30                                                                                          | 29  | Adderly Fong           | Sino Vision Racing         | 2:18.942 | 27      | 13:45.579 | 30      | + 7.777 | 30       |
| 110% del tiempo de la clasificación: 2:24.281                                               |     |                        |                            |          |         |           |         |         |          |
| Fuentes:                                                                                    |     |                        |                            |          |         |           |         |         |          |
| Tiempos en negrita indican el tiempo más rápido de los dos, cálido para formar la parrilla. |     |                        |                            |          |         |           |         |         |          |

1. 1 2 3 4 5 6 7 8  Recibió una penalización de 5 posiciones en la parrilla por ignorar la bandera amarilla. Mortara claims provisional pole at Macau GP Archivado el 27 de noviembre de 2010 en Wayback Machine.
2. ↑  Sims fue penalizado con 10 posiciones por cambiar su motor.
3. ↑  Los tiempos de Muñoz fueron anulados por ignorar el pesaje de vehículos durante la sesión. Mortara claims provisional pole at Macau GP Archivado el 27 de noviembre de 2010 en Wayback Machine.

Carrera Clasificatoria
| Pos                                                                                | N.º | Piloto                 | Escudería                  | Vueltas | Tiempo/Ret | Parrilla |
| ---------------------------------------------------------------------------------- | --- | ---------------------- | -------------------------- | ------- | ---------- | -------- |
| 1                                                                                  | 1   | Edoardo Mortara        | Signature                  | 10      | 22:14.842  | 1        |
| 2                                                                                  | 3   | Laurens Vanthoor       | Signature                  | 10      | + 2.342    | 3        |
| 3                                                                                  | 4   | Daniel Abt             | Signature                  | 10      | + 9.414    | 4        |
| 4                                                                                  | 28  | Valtteri Bottas        | Prema Powerteam            | 10      | + 9.647    | 2        |
| 5                                                                                  | 2   | Marco Wittmann         | Signature                  | 10      | + 18.766   | 5        |
| 6                                                                                  | 26  | Renger van der Zande   | Motopark Academy           | 10      | + 20.001   | 8        |
| 7                                                                                  | 5   | Jean-Éric Vergne       | Carlin                     | 10      | + 20.709   | 10       |
| 8                                                                                  | 23  | Carlos Huertas         | Hitech Racing              | 10      | + 21.312   | 12       |
| 9                                                                                  | 8   | António Félix da Costa | Carlin                     | 10      | + 26.268   | 11       |
| 10                                                                                 | 15  | Daniel Juncadella      | Prema Powerteam            | 10      | + 27.576   | 9        |
| 11                                                                                 | 32  | Felix Rosenqvist       | Performance Racing         | 10      | + 31.265   | 7        |
| 12                                                                                 | 12  | Felipe Nasr            | Räikkönen Robertson Racing | 10      | + 35.510   | 15       |
| 13                                                                                 | 7   | Jazeman Jaafar         | Carlin                     | 10      | + 36.516   | 13       |
| 14                                                                                 | 14  | Rio Haryanto           | Räikkönen Robertson Racing | 10      | + 43.046   | 22       |
| 15                                                                                 | 19  | Lucas Foresti          | Fortec Motorsport          | 10      | + 50.375   | 23       |
| 16                                                                                 | 24  | Carlos Muñoz           | Hitech Racing              | 10      | + 50.894   | 21       |
| 17                                                                                 | 9   | Yuji Kunimoto          | TOM'S                      | 10      | + 51.266   | 24       |
| 18                                                                                 | 10  | Rafael Suzuki          | TOM'S                      | 10      | + 52.066   | 17       |
| 19                                                                                 | 18  | William Buller         | Fortec Motorsport          | 10      | + 53.481   | 28       |
| 20                                                                                 | 21  | Yuhi Sekiguchi         | ThreeBond Racing           | 10      | + 53.732   | 27       |
| 21                                                                                 | 22  | Hideki Yamauchi        | Hanashima Racing           | 10      | + 53.956   | 29       |
| 22                                                                                 | 16  | Roberto Merhi          | Prema Powerteam            | 10      | + 55.035   | 6        |
| 23                                                                                 | 29  | Adderly Fong           | Sino Vision Racing         | 10      | + 56.503   | 30       |
| 24                                                                                 | 13  | Michael Ho             | Räikkönen Robertson Racing | 10      | + 1:03.691 | 26       |
| 25                                                                                 | 27  | Kimiya Sato            | Motopark Academy           | 9       | + 1 vuelta | 25       |
| Ret                                                                                | 20  | Alexandre Imperatori   | Toda Racing/KCMG           | 8       | Accidente  | 16       |
| Ret                                                                                | 30  | Hywel Lloyd            | CF Racing/Manor Motorsport | 2       | Accidente  | 14       |
| Ret                                                                                | 17  | Oliver Webb            | Fortec Motorsport          | 0       | Accidente  | 19       |
| Ret                                                                                | 6   | James Calado           | Carlin                     | 0       | Accidente  | 18       |
| Ret                                                                                | 11  | Alexander Sims         | Räikkönen Robertson Racing | 0       | Accidente  | 20       |
| Vuelta Rápida: Laurens Vanthoor, 2:11.934, 166,993 km/h (103,8 mph) en la vuelta 4 |     |                        |                            |         |            |          |
| Fuentes:                                                                           |     |                        |                            |         |            |          |

Carrera
| Pos                                                                                | N.º | Piloto                 | Escudería                  | Vueltas | Tiempo/Ret | Parrilla |
| ---------------------------------------------------------------------------------- | --- | ---------------------- | -------------------------- | ------- | ---------- | -------- |
| 1                                                                                  | 1   | Edoardo Mortara        | Signature                  | 15      | 39:30.753  | 1        |
| 2                                                                                  | 3   | Laurens Vanthoor       | Signature                  | 15      | + 2.120    | 2        |
| 3                                                                                  | 28  | Valtteri Bottas        | Prema Powerteam            | 15      | + 3.156    | 4        |
| 4                                                                                  | 2   | Marco Wittmann         | Signature                  | 15      | + 6.230    | 5        |
| 5                                                                                  | 26  | Renger van der Zande   | Motopark Academy           | 15      | + 10.631   | 6        |
| 6                                                                                  | 8   | António Félix da Costa | Carlin                     | 15      | + 13.173   | 9        |
| 7                                                                                  | 5   | Jean-Éric Vergne       | Carlin                     | 15      | + 16.508   | 7        |
| 8                                                                                  | 16  | Roberto Merhi          | Prema Powerteam            | 15      | + 19.313   | 22       |
| 9                                                                                  | 32  | Felix Rosenqvist       | Performance Racing         | 15      | + 20.343   | 11       |
| 10                                                                                 | 23  | Carlos Huertas         | Hitech Racing              | 15      | + 21.362   | 8        |
| 11                                                                                 | 12  | Felipe Nasr            | Räikkönen Robertson Racing | 15      | + 22.994   | 12       |
| 12                                                                                 | 20  | Alexandre Imperatori   | Toda Racing/KCMG           | 15      | + 23.926   | 26       |
| 13                                                                                 | 22  | Hideki Yamauchi        | Hanashima Racing           | 15      | + 25.486   | 21       |
| 14                                                                                 | 7   | Jazeman Jaafar         | Carlin                     | 15      | + 25.989   | 13       |
| 15                                                                                 | 18  | William Buller         | Fortec Motorsport          | 15      | + 31.563   | 19       |
| 16                                                                                 | 9   | Yuji Kunimoto          | TOM'S                      | 15      | + 36.143   | 17       |
| 17                                                                                 | 10  | Rafael Suzuki          | TOM'S                      | 15      | + 36.621   | 18       |
| 18                                                                                 | 17  | Oliver Webb            | Fortec Motorsport          | 15      | + 41.413   | 28       |
| 19                                                                                 | 6   | James Calado           | Carlin                     | 15      | + 41.753   | 29       |
| 20                                                                                 | 21  | Yuhi Sekiguchi         | ThreeBond Racing           | 15      | + 46.198   | 20       |
| 21                                                                                 | 29  | Adderly Fong           | Sino Vision Racing         | 15      | + 46.336   | 23       |
| 22                                                                                 | 19  | Lucas Foresti          | Fortec Motorsport          | 15      | + 46.731   | 15       |
| 23                                                                                 | 30  | Hywel Lloyd            | CF Racing/Manor Motorsport | 15      | + 49.720   | 27       |
| 24                                                                                 | 27  | Kimiya Sato            | Motopark Academy           | 15      | + 52.555   | 25       |
| Ret                                                                                | 4   | Daniel Abt             | Signature                  | 2       | Accidente  | 3        |
| Ret                                                                                | 15  | Daniel Juncadella      | Prema Powerteam            | 0       | Accidente  | 10       |
| Ret                                                                                | 14  | Rio Haryanto           | Räikkönen Robertson Racing | 0       | Colisión   | 14       |
| Ret                                                                                | 24  | Carlos Muñoz           | Hitech Racing              | 0       | Colisión   | 16       |
| Ret                                                                                | 13  | Michael Ho             | Räikkönen Robertson Racing | 0       | Colisión   | 24       |
| Ret                                                                                | 11  | Alexander Sims         | Räikkönen Robertson Racing | 0       | Colisión   | 30       |
| Vuelta Rápida: Edoardo Mortara, 2:11.480, 167,569 km/h (104,1 mph) en la vuelta 11 |     |                        |                            |         |            |          |
| Fuentes:                                                                           |     |                        |                            |         |            |          |

### WTCC
Pole position
| Piloto   | Escudería | Tiempo   |
| -------- | --------- | -------- |
| Rob Huff | Chevrolet | 2:31.321 |

Carrera 1
| Pos | N.º |    | Piloto             | Escudería                       | Coche               | Vueltas | Tiempo/Retirado | Parrilla | Puntos |
| --- | --- | -- | ------------------ | ------------------------------- | ------------------- | ------- | --------------- | -------- | ------ |
| 1   | 7   |    | Robert Huff        | Chevrolet                       | Chevrolet Cruze     | 11      | 35:34.840       | 1        | 25     |
| 2   | 6   |    | Yvan Muller        | Chevrolet                       | Chevrolet Cruze     | 11      | +0.366          | 2        | 18     |
| 3   | 3   |    | Tiago Monteiro     | SR-Sport                        | SEAT León TDI       | 11      | +0.631          | 4        | 15     |
| 4   | 1   |    | Gabriele Tarquini  | SR-Sport                        | SEAT León TDI       | 11      | +0.909          | 6        | 12     |
| 5   | 5   |    | Norbert Michelisz  | Zengő-Dension Team              | SEAT León TDI       | 11      | +1.306          | 7        | 10     |
| 6   | 10  |    | Augusto Farfus     | BMW Team RBM                    | BMW 320si           | 11      | +1.967          | 5        | 8      |
| 7   | 8   |    | Alain Menu         | Chevrolet                       | Chevrolet Cruze     | 11      | +2.564          | 3        | 6      |
| 8   | 24  | IT | Kristian Poulsen   | Poulsen Motorsport              | BMW 320si           | 11      | +2.823          | 21       | 4      |
| 9   | 15  | IT | Franz Engstler     | Liqui Moly Team Engstler        | BMW 320si           | 11      | +3.503          | 16       | 2      |
| 10  | 21  | IT | Mehdi Bennani      | Wiechers-Sport                  | BMW 320si           | 11      | +3.998          | 22       | 1      |
| 11  | 25  | IT | Sergio Hernández   | Scuderia Proteam Motorsport     | BMW 320si           | 11      | +4.614          | 14       |        |
| 12  | 2   |    | Tom Coronel        | SR-Sport                        | SEAT León TDI       | 11      | +4.770          | 13       |        |
| 13  | 72  | IT | Yukinori Taniguchi | bamboo-engineering              | Chevrolet Lacetti   | 11      | +8.465          | 17       |        |
| 14  | 63  | IT | César Campaniço    | Team Novadriver Total           | BMW 320si           | 11      | +8.961          | 18       |        |
| 15  | 16  | IT | Andrei Romanov     | Liqui Moly Team Engstler        | BMW 320si           | 11      | +9.439          | 25       |        |
| 16  | 43  | IT | Nobuteru Taniguchi | Scuderia Proteam Motorsport     | BMW 320si           | 11      | +13.059         | 20       |        |
| 17  | 45  | IT | Kevin Chen         | Scuderia Proteam Motorsport     | BMW 320si           | 11      | +24.421         | 23       |        |
| 18  | 53  | IT | Philip Ma          | Jacob & Co Racing               | Honda Accord Euro R | 11      | +26.043         | 26       |        |
| 19  | 50  | IT | Joseph Merszei     | Liqui Moly Team Engstler        | BMW 320si           | 11      | +27.592         | 24       |        |
| 20  | 47  | IT | Masaki Kano        | Liqui Moly Team Engstler        | BMW 320si           | 10      | +1 v.           | 27       |        |
| 21  | 51  | IT | Henry Ho           | Ho Chun Kei / Sports & You Asia | BMW 320si           | 8       | +3 v.           | 19       |        |
| NC  | 10  |    | Andy Priaulx       | BMW Team RBM                    | BMW 320si           | 7       | +4 v.           | 8        |        |
| DNF | 20  | IT | Darryl O'Young     | bamboo-engineering              | Chevrolet Lacetti   | 4       | Colisión        | 9        |        |
| DNF | 18  |    | Fredy Barth        | SEAT Swiss Racing by SUNRED     | SEAT León TDI       | 4       | Colisión        | 11       |        |
| DNF | 29  |    | Colin Turkington   | Team Aviva-COFCO / WSR          | BMW 320si           | 4       | Transmisión     | 15       |        |
| DNF | 66  |    | André Couto        | SR-Sport                        | SEAT León TDI       | 0       | Colisión        | 10       |        |
| DNF | 17  |    | Michel Nykjær      | SUNRED Engineering              | SEAT León TDI       | 0       | Colisión        | 12       |        |

Carrera 2

### Motociclismo
Pole position
| Piloto         | Escudería           | Tiempo   |
| -------------- | ------------------- | -------- |
| Michael Rutter | Team of Paris - AXA | 2:23.714 |

Podio
| Pos | Piloto         | Escudería            | Tiempo    |
| --- | -------------- | -------------------- | --------- |
| 1   | Stuart Easton  | Kawasaki Racing Team | 21:43.951 |
| 2   | Michael Rutter | Team of Paris - AXA  | + 10.896  |
| 3   | Jeremy Toye    | Lee's Cycles Racing  | + 24.011  |

Vuelta Rápida
| Piloto        | Escudería            | Tiempo   |
| ------------- | -------------------- | -------- |
| Stuart Easton | Kawasaki Racing Team | 2:23.616 |

### Copa GT
Pole position
| Piloto     | Coche                 | Tiempo   |
| ---------- | --------------------- | -------- |
| Keita Sawa | Lamborghini LP560 GT3 | 2:25.386 |

Podio
| Pos | Piloto      | Coche                 | Tiempo    |
| --- | ----------- | --------------------- | --------- |
| 1   | Keita Sawa  | Lamborghini LP560 GT3 | 27:24.205 |
| 2   | Marchy Lee  | Audi R8 LMS GT3       | + 14.814  |
| 3   | Danny Watts | Audi R8 LMS GT3       | + 30.833  |

Vuelta Rápida
| Piloto     | Coche                 | Tiempo   |
| ---------- | --------------------- | -------- |
| Keita Sawa | Lamborghini LP560 GT3 | 2:23.488 |

### CTM Touring Car
Pole position
| Piloto    | Escudería                | Tiempo   |
| --------- | ------------------------ | -------- |
| Paul Poon | China Dragon Racing Team | 2:40.675 |

Podio
| Pos | Piloto    | Escudería                | Tiempo    |
| --- | --------- | ------------------------ | --------- |
| 1   | Paul Poon | China Dragon Racing Team | 43:45.172 |
| 2   | Lo Ka Fai | 778 Auto Sport           | + 2.088   |
| 3   | Andy Yan  | Andy Yan                 | + 2.689   |

Vuelta Rápida
| Piloto    | Escudería                | Tiempo   |
| --------- | ------------------------ | -------- |
| Paul Poon | China Dragon Racing Team | 2:40.909 |

### Road Sport Challenge
Pole position
| Piloto      | Coche            | Tiempo   |
| ----------- | ---------------- | -------- |
| Sun Tit Fan | Mitsubishi Evo 9 | 2:34.979 |

Podio
| Pos | Piloto       | Coche            | Tiempo    |
| --- | ------------ | ---------------- | --------- |
| 1   | Manabu Orido | Nissan GT-R R35  | 46:35.887 |
| 2   | Sun Tit Fan  | Mitsubishi Evo 9 | + 0.738   |
| 3   | Tan Wei      | Mitsubishi Evo 9 | + 19.852  |

Vuelta Rápida
| Piloto       | Escudería       | Tiempo   |
| ------------ | --------------- | -------- |
| Manabu Orido | Nissan GT-R R35 | 2:32.974 |

### Carrera Hotel Fortuna Interport (Macao/Hong Kong)
Pole position
| Piloto   | Escudería      | Tiempo   |
| -------- | -------------- | -------- |
| Billy Lo | Holiday Racing | 2:48.901 |

Podio
| Pos | Piloto            | Escudería            | Tiempo    |
| --- | ----------------- | -------------------- | --------- |
| 1   | Alvaro Mourato    | HID Racing Team      | 40:05.004 |
| 2   | Jeronimo Badaraco | Son Veng Racing Team | + 3.327   |
| 3   | Wong Ka Hong      | Son Veng Racing Team | + 7.917   |

Vuelta Rápida
| Piloto         | Escudería       | Tiempo   |
| -------------- | --------------- | -------- |
| Alvaro Mourato | HID Racing Team | 2:48.216 |

### Formula BMW Pacífico
Pole position
| Piloto           | Escudería         | Tiempo   |
| ---------------- | ----------------- | -------- |
| Carlos Sainz Jr. | EuroInternational | 2:32.039 |

Podio
| Pos | Piloto           | Escudería         | Tiempo    |
| --- | ---------------- | ----------------- | --------- |
| 1   | Carlos Sainz Jr. | EuroInternational | 27:47.003 |
| 2   | Tomoki Nojiri    | Eurointernational | + 4.097   |
| 3   | Tom Blomqvist    | Eurointernational | + 7.373   |

Vuelta Rápida
| Piloto        | Escudería         | Tiempo   |
| ------------- | ----------------- | -------- |
| Tom Blomqvist | Eurointernational | 2:29.992 |